# Raffaele La Capria
Raffaele La Capria (n. 3 octombrie 1922, Napoli, Italia – d. 26 iunie 2022, Roma, Italia) a fost un scriitor italian.
A câștigat Premiul Strega în 1961 pentru Ferito a morte.